# Acantilado rojo
El acantilado rojo (en alemán: Rotes Kliff) es una serie de acantilados frente al mar elevados unos 52 metros, entre las localidades de Wenningstedt y Kampen en la isla alemana de Sylt, en aguas del mar del Norte. Se encuentra en el lado oeste de la isla frente al mar abierto, a partir del sur en el sitio conocido como «Risgap» en Wenningstedt y termina en el norte, en Haus Kliffende.
Durante siglos, estos impresionantes acantilados actuaron como una característica de reconocimiento inequívoco de la isla para los buques.
En el siglo XIX, los geólogos sospechaban que había una conexión geológica entre Sylt y Helgoland, cuyas rocas tienen una coloración similar, pero se determinó que son mucho mayores y tienen otro origen.